# Donau Chemie

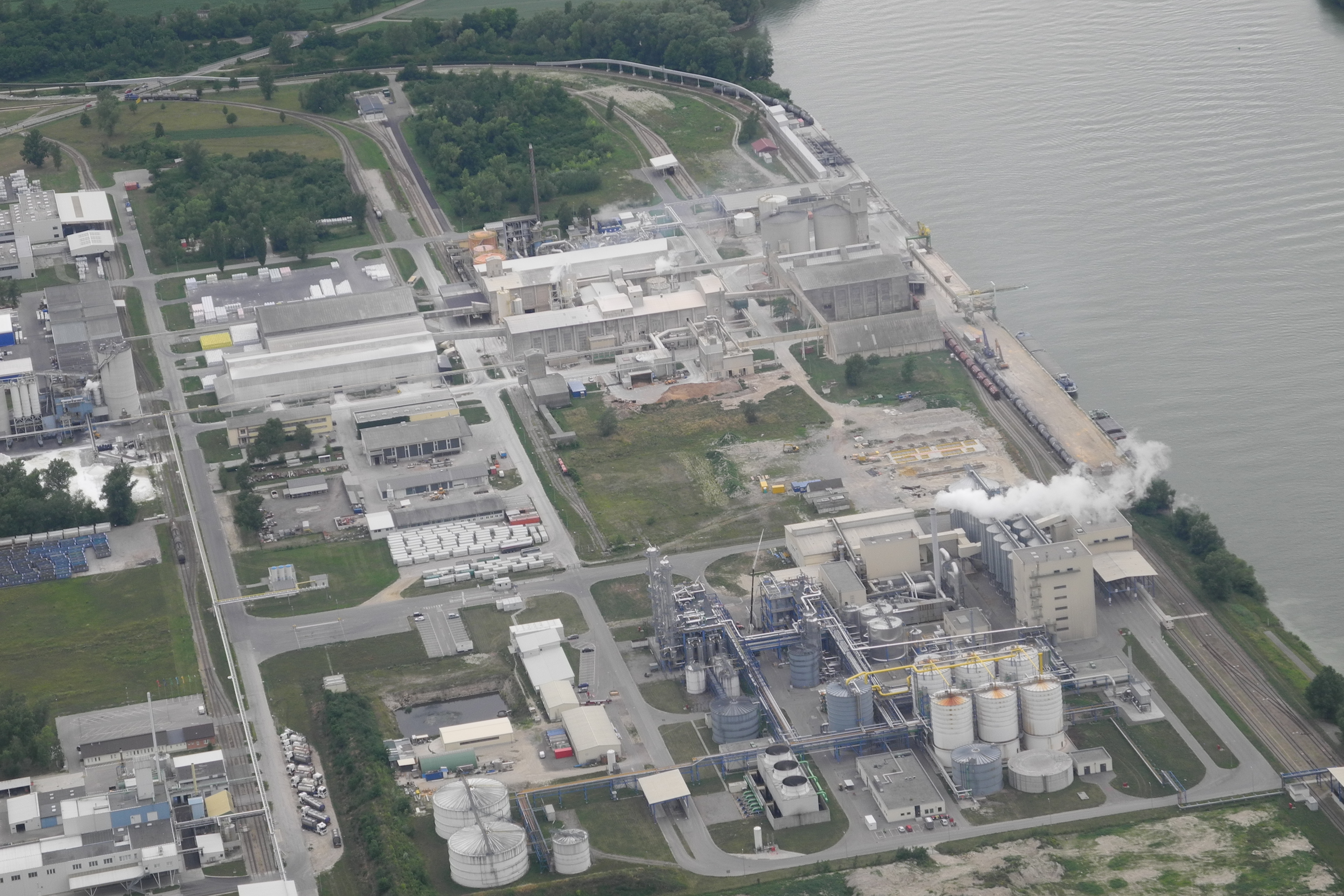
Werk in Pischelsdorf aus der Luft

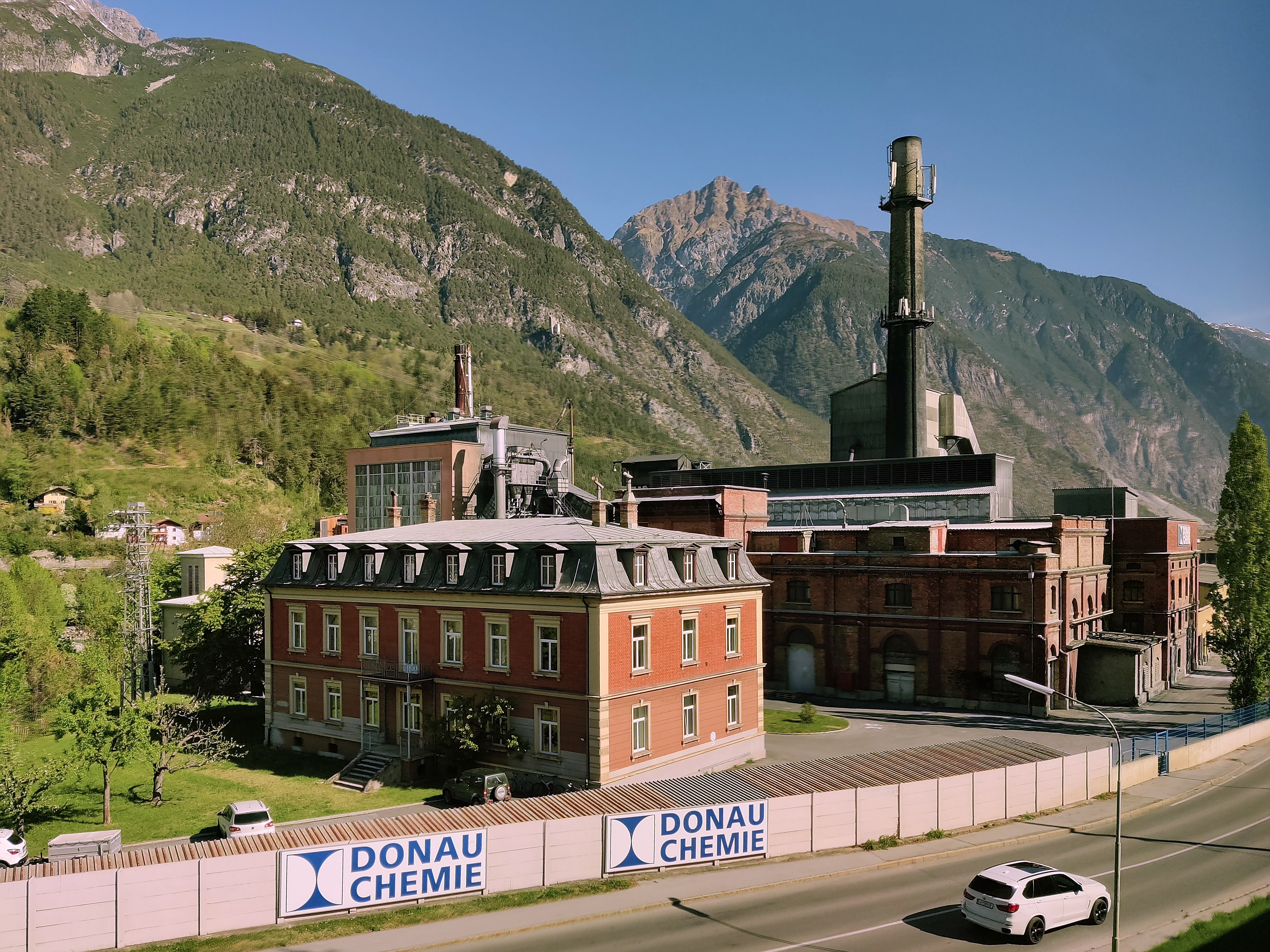
Karbidfabrik in Landeck

Die Donau Chemie AG ist ein Chemieunternehmen mit mehr als 1000 Mitarbeitern und Produktionsstätten in elf Ländern, das Alain de Krassny gehört. Der Unternehmenssitz ist in Wien. Die Schwerpunkte sind die Herstellung von Industriechemikalien wie Schwefelsäure, Chloralkali-Elektrolyse-Produkte und Calciumcarbid, die Konfektionierung und der Handel mit Industriechemikalien sowie die Herstellung von Aktivkohle.
Die Gruppe hat vier Geschäftsbereiche: BU Donau Chemie, BU Donauchem, BU Donau Carbon und BU Donau Kanol.

## Geschichte
Als ihren direkten Vorläufer bezeichnet die Donau Chemie AG unter anderem das im Jahr 1828 gegründete Chemieunternehmen Wagenmann & Braun und als eigentliches Stammhaus die Pulverfabrik Skodawerke-Wetzler AG. Im Sommer 1939 wurden die Skodawerke-Wetzler zusammen mit mehreren kleinen weiteren österreichischen Chemieunternehmen in eine neu gegründete Tochtergesellschaft der IG Farben, die Donau Chemie AG überführt.
Dazu fasste am 7. Juni 1939 der Aufsichtsrat von Skoda-Wetzler den Beschluss, den registrierten Firmennamen Pulverfabrik Skodawerke-Wetzler A.G. in Donau Chemie Aktiengesellschaft abzuändern. Dieser Beschluss wurde am 15. August 1939 handelsgerichtlich registriert und somit an diesem Tag verbindlich. In den folgenden vier Jahren entstand in Moosbierbaum ein riesiger Chemiekomplex. Insbesondere zählten dazu folgende Betriebsteile:
- das Hydrierwerk Moosbierbaum unter maßgeblicher Führung (Aufbau und Betrieb) der IG-Merseburg – Leuna Werke
- die Donau-Raffinerie (Dora) Moosbierbaum unter Führung (Aufbau) der IG-Ludwigshafen
- die Schwefelsäurekontaktanlage Moosbierbaum unter Führung (Aufbau und Betrieb) der IG-Leverkusen
- die Magnesium-Schmelzanlage Moosbierbaum unter Führung (Aufbau und Betrieb) der IG-Bitterfeld[7][8]

Im Zweiten Weltkrieg wurden die Werksanlagen in Moosbierbaum zerstört, in Liesing schwer beschädigt. Nach der Reprivatisierung 1958 (wiederum als Donau Chemie) und teilweisem Wiederaufbau werden im Rahmen mehrfacher Besitzerwechsel (Aktionäre waren unter anderem die Gesellschaften Rhône-Poulenc, Montana und die Creditanstalt) die Produktionsstätten in anderen Orten weitergeführt, so in Pischelsdorf (früher Raffinerie Moosbierbaum), Absam, in der Wiener Lobau, in Brückl und Ried im Traunkreis.
Die HIAG, später als GmbH, blieb in Liesing bis in die 1970er Jahre mit einem eingeschränkten Geschäftsfeld (unter anderem Essigerzeugung) weiter bestehen. Auf dem Werksgelände in Liesing verblieb weiters ein Lager- und Abfüllbetrieb der nunmehrigen „Donauchem Österreich“.
Zu einem Management-Buy-out kam es 1997, als der bisherige Generaldirektor Alain de Krassny das Unternehmen von Rhone-Poulenc und Creditanstalt übernahm.
2001 wurde dort ein Teil eines Investitionspaketes von etwa 2,3 Millionen Euro in Lager- und Abfülleinrichtungen investiert.
In Folge der versuchten Sanierung einer seit 1926 bestehenden Altlast der Donau Chemie in Brückl durch die Wietersdorfer-Gruppe kam es 2014 zum HCB-Skandal im Görtschitztal.